# Rebild (gemeente)
Rebild is een gemeente in de Deense regio Nordjylland (Noord-Jutland). De gemeente telt 29.391 inwoners (2017).
Het is een nieuwe gemeente. Na de herindeling van 2007 werden de volgende gemeentes bij Rebild ondergebracht: Nørager, Skørping, Støvring.

## Plaatsen
Enkele plaatsen in de gemeente zijn:
- Blenstrup
- Gerding
- Guldbæk
- Nørager
- Skørping
- Rebild
- Siem
- Støvring
- Suldrup

Aalborg · Brønderslev · Frederikshavn · Hjørring · Jammerbugt · Læsø · Mariagerfjord · Morsø · Rebild · Thisted · Vesthimmerland
- International Standard Name Identifier: 0000 0004 0379 1282
- MusicBrainz: e59f836b-0c16-4be8-8a67-de618eed1602